# Normalización de audio
La normalización de audio es la aplicación de una cantidad constante de ganancia a una grabación de audio para llevar la amplitud de pico promedio a un nivel objetivo (la norma). Debido a que se aplica la misma cantidad de ganancia a todo el rango, la relación señal-ruido generalmente no cambia. La normalización se diferencia de la compresión de rango dinámico, que se aplica diferentes niveles de ganancia a una grabación para que la amplitud se encuentre dentro de un rango mínimo y máximo. La normalización es una de las funciones más comunes proporcionadas por una estación de trabajo de audio digital.

## Normalización de pico
Un tipo de normalización es la normalización de pico, en el que la ganancia se cambia para llevar el valor PCM más alto o el pico más alto de una señal analógica a un nivel dado.
Ya que solo busca el nivel más alto, no tiene en cuenta volumen aparente del contenido. Como tal, la normalización de pico se utiliza generalmente para cambiar el volumen de tal manera que se asegure un uso óptimo del medio de distribución en la etapa de masterización de una grabación.
normalización de sonoridad

## Normalización de la sonoridad
Otro tipo de normalización se basa en una medida de sonoridad, en la que la ganancia se cambia para llevar la amplitud media a un nivel objetivo. Este promedio puede ser una simple medición de potencia media, tales como el valor RMS, o puede ser una medida de la sonoridad percibida por los seres humanos, tal como la ofrecida por ReplayGain y EBU R 128.
Dependiendo del rango dinámico del contenido y del nivel objetivo, la normalización de la sonoridad puede dar lugar a picos que exceden los límites del medio de grabación. Algunos software tienen al opción de usar la compresión del rango dinámico para evitar la saturación cuando esto sucede. En esta situación, la relación señal-ruido se alteran.